# Медицинский мяч

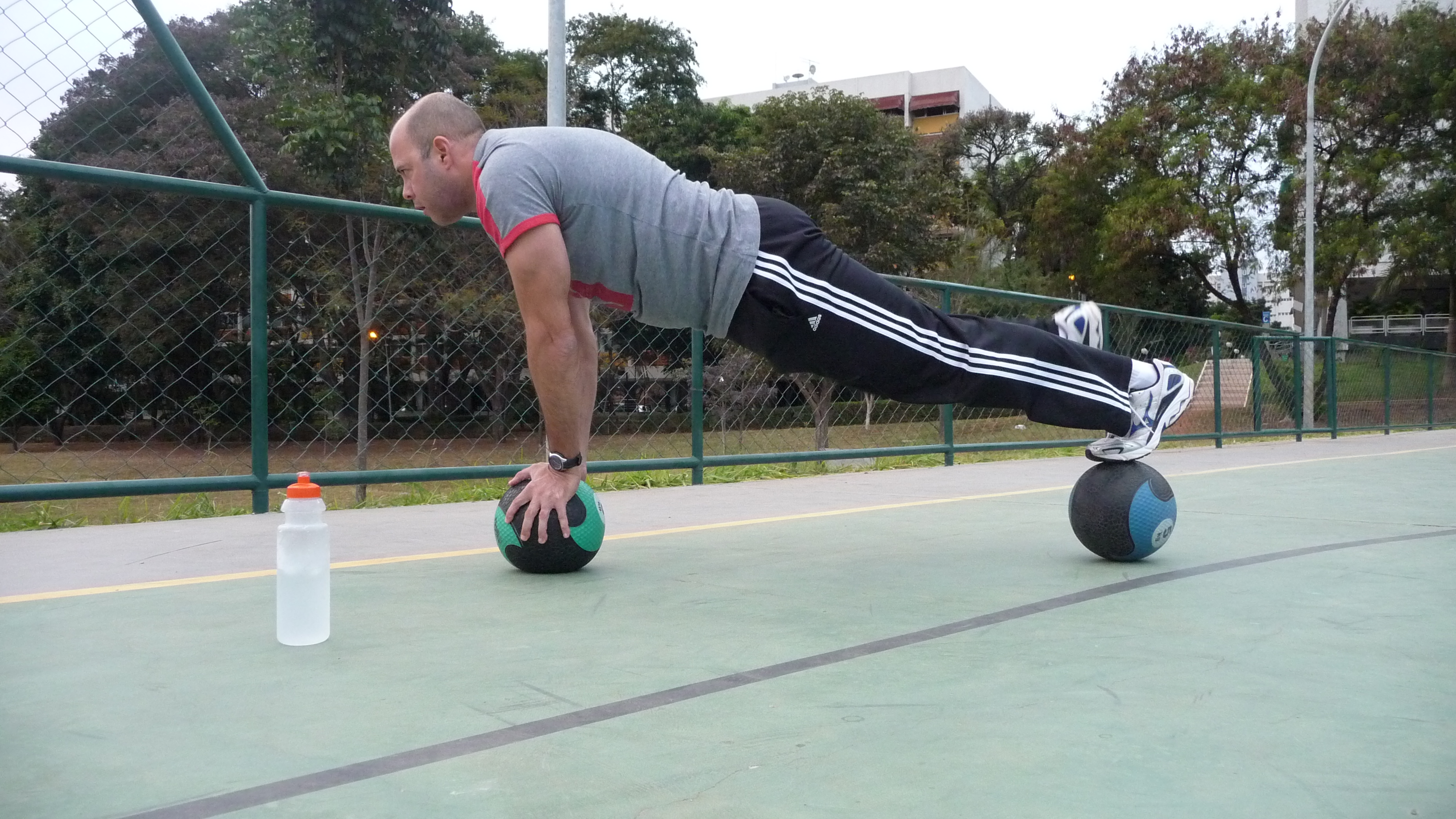
планка с медболами

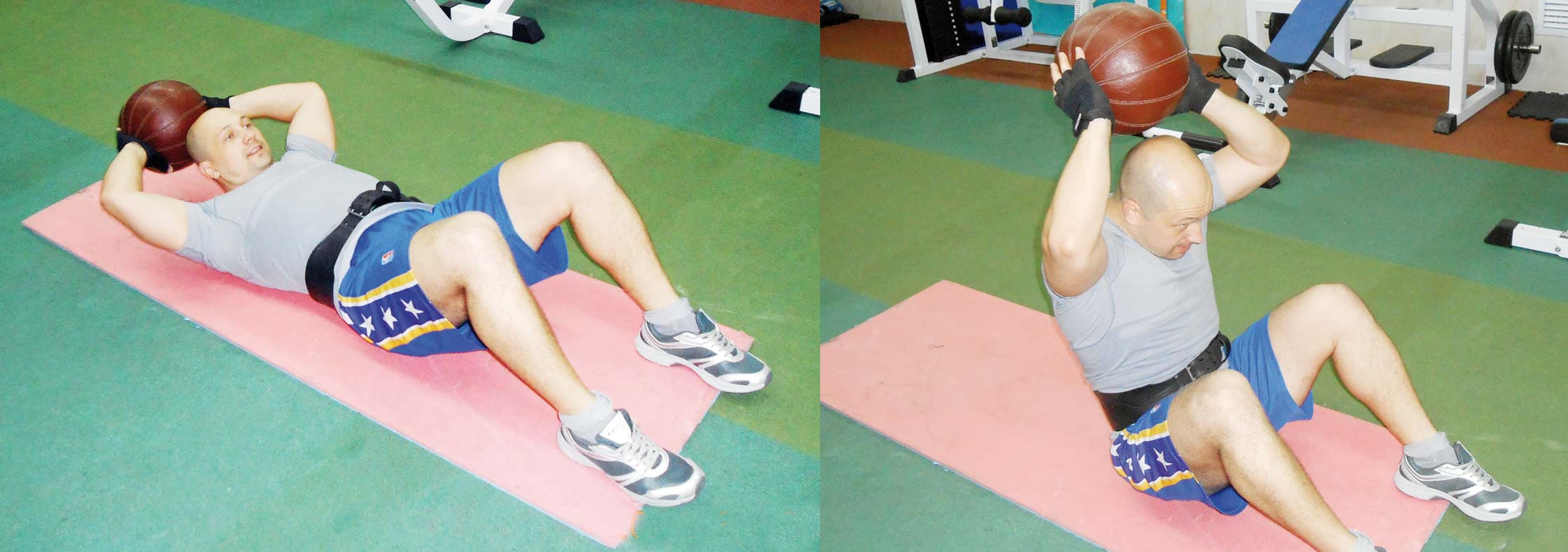
Мужчина тренируется с медицинским мячом

Медицинский мяч (также известный как мяч для упражнений, медбол или фитнес-мяч) представляет собой утяжелённый мяч, диаметр которого составляет около 350 мм, часто используемый для реабилитации и силовых тренировок. Медицинский мяч также играет важную роль в области спортивной медицины для улучшения силы и нервно-мышечной координации. Он отличается от надутого мяча для упражнений, который больше 910 мм в диаметре.

Медицинские мячи обычно продаются как мячи весом 1-11 кг и эффективно используются в баллистических тренировках для увеличения взрывной силы у спортсменов во всех видах спорта, например, бросание медицинского мяча или прыжки во время его удержания. Некоторые медицинские мячи имеют диаметр до 360 мм и вес до 6,4 кг или в виде утяжелённых баскетбольных мячей.

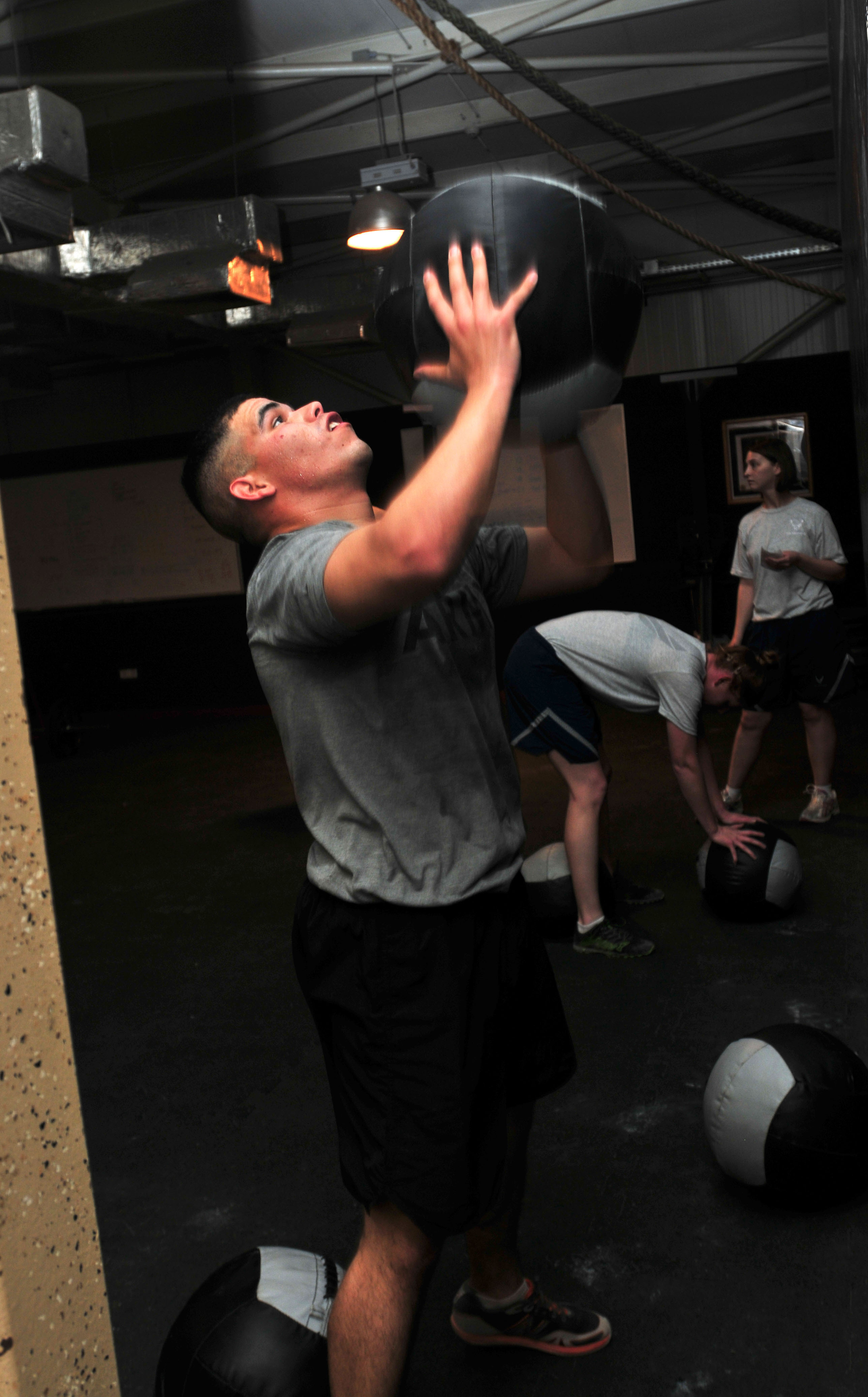
Упражнение с медицинским мячом

## История

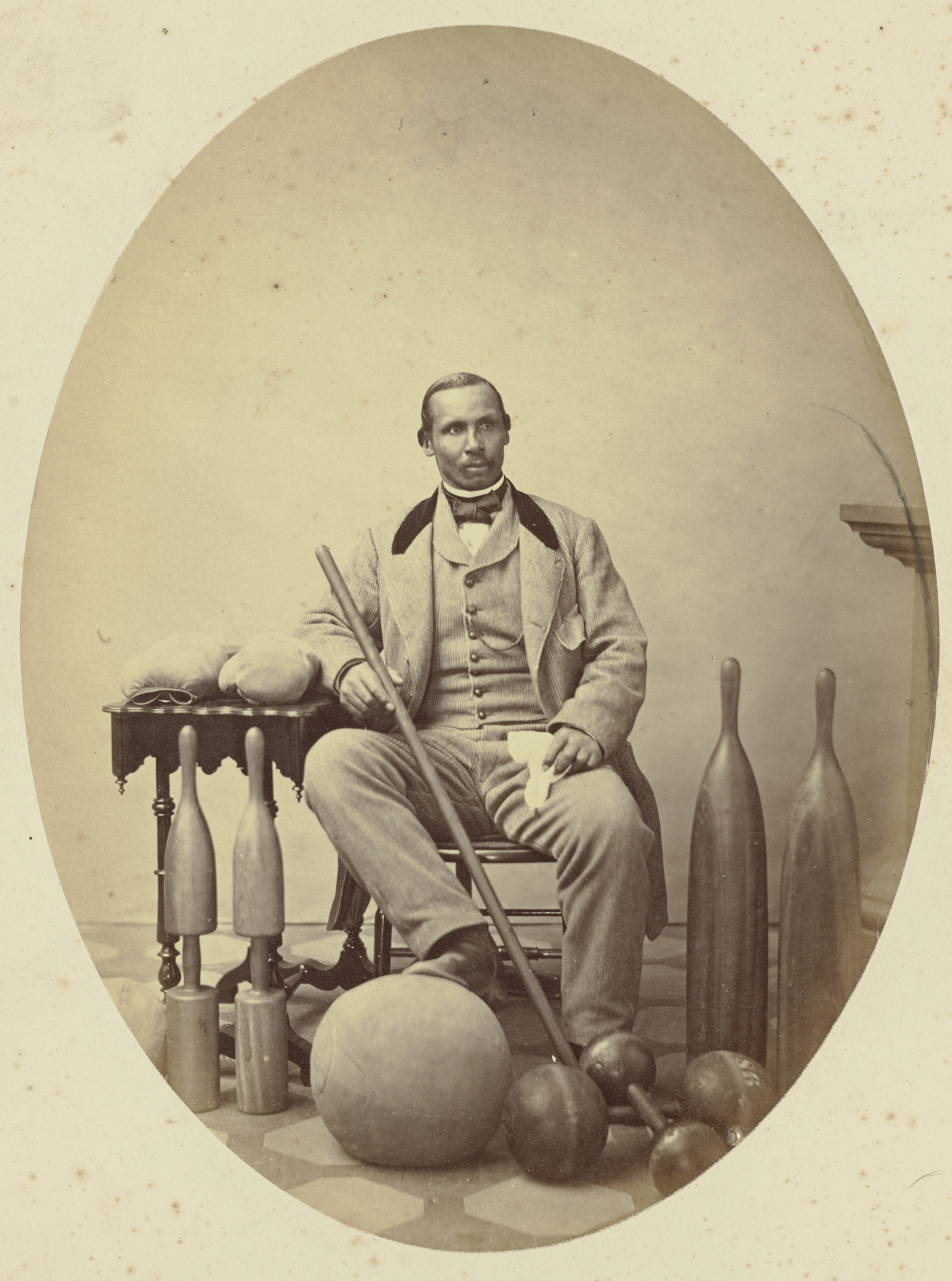
Директор гимназии Гарвардского колледжа около 1860 года, с медицинским мячом и другим оборудованием

Говорят, что Гиппократ набивал шкуры животных для пациентов, чтобы их бросали в лечебных целях. Подобные большие шары использовались в Персии в 1705 году. Термин «медицинский шар» восходит, по крайней мере, к 1876 году, в American Gymnasia and Academic Record, Роберт Дженкинс Робертс-младший. Первая известная фотография медицинского мяча в Соединённых Штатах была сделана в 1866 году и показывает гарвардского спортивного инструктора Аарона Молино Хьюлетта в окружении его оборудования.

## Список литературы
1. ↑  Definition of MEDICINE BALL (англ.). www.merriam-webster.com. Дата обращения: 29 ноября 2022.
2. ↑  Медбол — дешёвый и компактный тренажёр. Лайфхакер. Дата обращения: 29 ноября 2022. Архивировано 29 ноября 2022 года.